# Ministre de l'Éducation nationale (France)
Pour les articles homonymes, voir Ministère de l'Éducation.
En France, le ministre de l'Éducation nationale prépare et met en œuvre la politique du Gouvernement relative à l'accès de chacun aux savoirs et au développement de l'enseignement primaire (préélémentaire, élémentaire) et secondaire.
Depuis le 23 décembre 2024, Élisabeth Borne est ministre d'État, ministre de l'Éducation nationale, dans le gouvernement Bayrou.

## Attributions
Selon les gouvernements, il est également chargé de l’enseignement supérieur, ou bien il existe un ministre chargé de l'Enseignement supérieur. L'enseignement agricole dépend du ministre chargé de l'Agriculture. La formation professionnelle peut dépendre de lui ou d'un secrétaire d'État ou ministre délégué pouvant lui être rattaché ou rattaché au ministre du Travail.
Selon les gouvernements, il est également chargé de la Jeunesse, comme c'est le cas depuis octobre 2018 où « il prépare, en lien avec les autres ministres intéressés, la mise en œuvre du service national universel. »
Le ministre est également le président du conseil de l'ordre des Palmes académiques et donc commandeur ex officio de l'ordre, le chef du bureau du cabinet du ministre en étant le secrétaire.

## Liste

### Convention nationale
| Ministre                 | Intitulé                                                                                     | Début             | Fin               |
| ------------------------ | -------------------------------------------------------------------------------------------- | ----------------- | ----------------- |
| Joseph-François de Payan | Commissaire de l'instruction publique                                                        | 18 avril 1794     | 11 septembre 1794 |
| Dominique Joseph Garat   | Commissaire de l'instruction publique                                                        | 12 septembre 1794 | 18 août 1795      |
| Pierre-Louis Ginguené    | Commissaire de l'instruction publique                                                        | 19 août 1795      | 4 novembre 1795   |
| Pierre-Louis Ginguené    | Directeur général de l'instruction publique (cinquième division du ministère de l'Intérieur) | 5 novembre 1795   | septembre 1797    |
| Venceslas Jacquemont     | Chef de la division de l'instruction publique au ministère de l'Intérieur                    | septembre 1797    | 23 décembre 1799  |

### Consulat et Empire
| Ministre                  | Intitulé                                                                                           | Début             | Fin               |
| ------------------------- | -------------------------------------------------------------------------------------------------- | ----------------- | ----------------- |
| Jean-Antoine Chaptal      | Conseiller d'état chargé de l'administration de l'instruction publique au ministère de l'Intérieur | 24 décembre 1799  | 11 mars 1802      |
| Pierre-Louis Roederer     | Conseil d'état ayant le département de l'Instruction publique au ministère de l'Intérieur          | 12 mars 1802      | 13 septembre 1802 |
| Antoine-François Fourcroy | Directeur général de l'Instruction publique au ministère de l'Intérieur                            | 14 septembre 1802 | 31 décembre 1808  |
| Louis de Fontanes         | Grand maître de l'Université                                                                       | 17 mars 1808      | 16 février 1815   |

### Restauration
| Nom et titre de la personnalité                   | Intitulé | Début             | Fin               |
| ------------------------------------------------- | --- | ----------------- | ----------------- |
| Louis-François de Bausset                         | Président du Conseil royal de l'Instruction publique                                                                             | 17 février 1815   | 20 mars 1815      |
| Bernard-Germain de Lacépède                       | Grand-maitre de l'Université impériale                                                                                           | 30 mars 1815      | 8 mai 1815        |
| Charles-François Lebrun                           | Grand-maitre de l'Université impériale                                                                                           | 9 mai 1815        | 7 juillet 1815    |
| Pierre-Paul Royer-Collard                         | Président de la commission de l'Instruction publique (sous l'autorité du ministre de l'Intérieur)                                | 15 août 1815      | 13 septembre 1819 |
| Georges Cuvier                                    | Chargé des fonctions de président de la commission de l'Instruction publique (sous l'autorité du ministre de l'Intérieur)        | 13 septembre 1819 | 1er novembre 1820 |
| Georges Cuvier                                    | Chargé des fonctions de président du Conseil royal de l'Instruction publique                                                     | 1er novembre 1820 | 20 décembre 1820  |
| Jacques Joseph Guillaume François Pierre Corbière | Ministre - secrétaire d’État Président du Conseil royal de l'Instruction publique                                                | 21 décembre 1820  | 31 juillet 1821   |
| Georges Cuvier                                    | Chargé des fonctions de président du Conseil royal de l'Instruction publique                                                     | 31 juillet 1821   | 31 mai 1822       |
| Denis-Antoine-Luc Frayssinous                     | Grand-maitre de l'Université royale                                                                                              | 1er juin 1822     | 25 août 1824      |
| Denis-Antoine-Luc Frayssinous                     | Grand-maitre de l'Université Ministre secrétaire d'État au département des Affaires ecclésiastiques et de l'Instruction publique | 26 août 1824      | 15 janvier 1828   |
| Jean-Baptiste Sylvère Gaye de Martignac           | Ministre de l'Intérieur exerçant provisoirement les fonctions de grand-maitre de l'université                                    | 16 janvier 1828   | 31 janvier 1828   |
| Antoine Lefebvre de Vatimesnil                    | Grand-maitre de l'Université Ministre d'État                                                                                     | 1er février 1828  | 10 février 1828   |
| Antoine Lefebvre de Vatimesnil                    | Ministre secrétaire d'État au département de l'Instruction publique                                                              | 10 février 1828   | 7 août 1829       |
| Guillaume-Isidore Baron de Montbel                | Ministre secrétaire d'État au département des Affaires ecclésiastiques et de l'Instruction publique Grand-maitre de l'Université | 8 août 1829       | 17 novembre 1829  |
| Martial de Guernon-Ranville                       | Ministre secrétaire d'État au département des Affaires ecclésiastiques et de l'Instruction publique Grand-maitre de l'Université | 18 novembre 1829  | 31 juillet 1830   |
| François Guizot                                   | Commissaire provisoire au département de l'Instruction publique                                                                  | 31 juillet 1830   | 1er août 1830     |
| Louis Pierre Édouard Bignon                       | Commissaire provisoire au département de l'Instruction publique                                                                  | 1er août 1830     | 11 août 1830      |

### Monarchie de Juillet
| Ministre                           | Intitulé | Début              | Fin                |
| Louis-Philippe Ier                 | Louis-Philippe Ier                                                                                             | Louis-Philippe Ier | Louis-Philippe Ier |
| ---------------------------------- | --- | ------------------ | ------------------ |
| Victor, duc de Broglie             | Ministre secrétaire d'État au département de l'Instruction publique et des Cultes Grand-maitre de l'Université | 11 août 1830       | 2 novembre 1830    |
| Joseph Mérilhou                    | Ministre secrétaire d'État au département de l'Instruction publique et des Cultes Grand-maitre de l'Université | 2 novembre 1830    | 27 novembre 1830   |
| Félix Barthe                       | Ministre secrétaire d'État au département de l'Instruction publique et des Cultes Grand-maitre de l'Université | 27 novembre 1830   | 13 mars 1831       |
| Camille de Montalivet              | Ministre secrétaire d'État au département de l'Instruction publique et des Cultes Grand-maitre de l'Université | 13 mars 1831       | 30 avril 1832      |
| Amédée Girod de l'Ain              | Ministre secrétaire d'État au département de l'Instruction publique et des Cultes Grand-maitre de l'Université | 30 avril 1832      | 11 octobre 1832    |
| François Guizot                    | Ministre secrétaire d'État au département de l'instruction publique Grand-maitre de l'Université               | 11 octobre 1832    | 10 novembre 1834   |
| Jean-Baptiste Teste (par intérim)  | Ministre secrétaire d'État au département de l'instruction publique Grand-maitre de l'Université               | 10 novembre 1834   | 18 novembre 1834   |
| François Guizot                    | Ministre secrétaire d'État au département de l'instruction publique Grand-maitre de l'Université               | 18 novembre 1834   | 22 février 1836    |
| Joseph Pelet de la Lozère          | Ministre secrétaire d'État au département de l'instruction publique Grand-maitre de l'Université               | 22 février 1836    | 6 septembre 1836   |
| François Guizot                    | Ministre secrétaire d'État au département de l'instruction publique Grand-maitre de l'Université               | 6 septembre 1836   | 15 avril 1837      |
| Narcisse-Achille de Salvandy       | Ministre secrétaire d'État au département de l'instruction publique Grand-maitre de l'Université               | 15 avril 1837      | 31 mars 1839       |
| Narcisse Parant                    | Ministre secrétaire d'État au département de l'instruction publique Grand-maitre de l'Université               | 31 mars 1839       | 12 mai 1839        |
| Abel François Villemain            | Ministre secrétaire d'État au département de l'instruction publique Grand-maitre de l'Université               | 12 mai 1839        | 1er mars 1840      |
| Victor Cousin                      | Ministre secrétaire d'État au département de l'instruction publique Grand-maitre de l'Université               | 1er mars 1840      | 29 octobre 1840    |
| Abel François Villemain            | Ministre secrétaire d'État au département de l'instruction publique Grand-maitre de l'Université               | 29 octobre 1840    | 30 décembre 1844   |
| Pierre Sylvain Dumon (par intérim) | Ministre secrétaire d'État au département de l'instruction publique Grand-maitre de l'Université               | 30 décembre 1844   | 1er février 1845   |
| Narcisse-Achille de Salvandy       | Ministre secrétaire d'État au département de l'instruction publique Grand-maitre de l'Université               | 1er février 1845   | 24 février 1848    |

### Deuxième République
| Nom et titre de la personnalité                        | Intitulé | Ministre par intérim          | Début            | Fin              |
| ------------------------------------------------------ | --- | ----------------------------- | ---------------- | ---------------- |
| Hippolyte Carnot                                       | Ministre secrétaire d'État au département de l'Instruction publique et des Cultes Grand-maitre de l'Université | Aucun                         | 24 février 1848  | 5 juillet 1848   |
| Achille Tenaille de Vaulabelle                         | Ministre secrétaire d'État au département de l'Instruction publique et des Cultes Grand-maitre de l'Université | Aucun                         | 5 juillet 1848   | 13 octobre 1848  |
| Présidence de Louis-Napoléon Bonaparte                 | |                               |                  |                  |
| Alexandre Pierre Freslon                               | Ministre secrétaire d'État au département de l'instruction publique et des cultes Grand-maitre de l'Université | Pierre Marie de Saint-Georges | 13 octobre 1848  | 20 décembre 1848 |
| Alfred de Falloux                                      | Ministre secrétaire d'État au département de l'instruction publique et des cultes Grand-maitre de l'Université | Louis Buffet                  | 20 décembre 1848 | 31 octobre 1849  |
| Alfred de Falloux                                      | Ministre secrétaire d'État au département de l'instruction publique et des cultes Grand-maitre de l'Université | Jules Dufaure                 | 20 décembre 1848 | 31 octobre 1849  |
| Alfred de Falloux                                      | Ministre secrétaire d'État au département de l'instruction publique et des cultes Grand-maitre de l'Université | Victor Lanjuinais             | 20 décembre 1848 | 31 octobre 1849  |
| Alfred de Falloux                                      | Ministre secrétaire d'État au département de l'instruction publique et des cultes Grand-maitre de l'Université | Victor Lanjuinais             | 20 décembre 1848 | 31 octobre 1849  |
| Félix Esquirou de Parieu                               | Ministre secrétaire d'État au département de l'instruction publique et des cultes Grand-maitre de l'Université | Pierre Jules Baroche          | 31 octobre 1849  | 24 janvier 1851  |
| Charles Giraud                                         | Ministre secrétaire d'État au département de l'instruction publique et des cultes Grand-maitre de l'Université | Aucun                         | 24 janvier 1851  | 10 avril 1851    |
| Marie Jean Pierre Pie Frédéric Dombidau de Crouseilhes | Ministre secrétaire d'État au département de l'instruction publique et des cultes Grand-maitre de l'Université | Eugène Rouher                 | 10 avril 1851    | 26 octobre 1851  |
| Charles Giraud                                         | Ministre secrétaire d'État au département de l'instruction publique et des cultes Grand-maitre de l'Université | Aucun                         | 26 octobre 1851  | 3 décembre 1851  |
| Hippolyte Fortoul                                      | Ministre secrétaire d'État au département de l'instruction publique et des cultes Grand-maitre de l'Université | Aucun                         | 3 décembre 1851  | 2 décembre 1852  |

### Second Empire
| Nom et titre de la personnalité                | Intitulé                                                                              | Ministre par intérim             | Début            | Fin              |
| Napoléon III                                   | Napoléon III                                                                          | Napoléon III                     | Napoléon III     | Napoléon III     |
| ---------------------------------------------- | ------------------------------------------------------------------------------------- | -------------------------------- | ---------------- | ---------------- |
| Hippolyte Fortoul                              | Ministre secrétaire d'État au département de l'instruction publique et des cultes     | Aucun                            | 3 décembre 1852  | 1er juillet 1856 |
| Jean-Baptiste Philibert Vaillant (par intérim) | Ministre secrétaire d'État au département de l'instruction publique et des cultes     | Aucun                            | 1er juillet 1856 | 13 août 1856     |
| Gustave Rouland                                | Ministre secrétaire d'État au département de l'instruction publique et des cultes     | Jean-Baptiste Philibert Vaillant | 13 août 1856     | 23 juin 1863     |
| Gustave Rouland                                | Ministre secrétaire d'État au département de l'instruction publique et des cultes     | Adolphe Billault                 | 13 août 1856     | 23 juin 1863     |
| Gustave Rouland                                | Ministre secrétaire d'État au département de l'instruction publique et des cultes     | Jean-Baptiste Philibert Vaillant | 13 août 1856     | 23 juin 1863     |
| Victor Duruy                                   | Ministre secrétaire d'État au département de l'instruction publique                   | Louis Henri Armand Béhic         | 23 juin 1863     | 17 juillet 1869  |
| Olivier Bourbeau                               | Ministre secrétaire d'État au département de l'instruction publique                   | Aucun                            | 17 juillet 1869  | 2 janvier 1870   |
| Alexis Segris                                  | Ministre secrétaire d'État au département de l'instruction publique                   | Aucun                            | 2 janvier 1870   | 14 avril 1870    |
| Maurice Richard (par interim)                  | Ministre secrétaire d'État au département de l'instruction publique                   | Aucun                            | 14 avril 1870    | 15 mai 1870      |
| Jacques Mège                                   | Ministre secrétaire d'État au département de l'instruction publique                   | Aucun                            | 15 mai 1870      | 10 août 1870     |
| Jules Brame                                    | Ministre secrétaire d'État au département de l'instruction publique et des beaux-arts | Aucun                            | 10 août 1870     | 4 septembre 1870 |

### Troisième République
| Ministre                           | Ministre                             | Intitulé                                                                                              | Ministre délégué ou secrétaire d'État | Ministre délégué ou secrétaire d'État | Intitulé | Début                           | Fin                             |
| Gouvernement provisoire de 1870    | Gouvernement provisoire de 1870      | Gouvernement provisoire de 1870                                                                       | Gouvernement provisoire de 1870       | Gouvernement provisoire de 1870 | Gouvernement provisoire de 1870 | Gouvernement provisoire de 1870 | Gouvernement provisoire de 1870 |
| ---------------------------------- | ------------------------------------ | --- | ------------------------------------- | --- | --- | ------------------------------- | ------------------------------- |
|                                    | Jules Simon                          | Ministre de l'Instruction publique, des Cultes et des Beaux-arts                                      | Aucun                                 | Aucun | Aucun | 5 septembre 1870                | 31 janvier 1871                 |
|                                    | Eugène Pelletan                      | Ministre de l'Instruction publique, des Cultes et des Beaux-arts                                      | Aucun                                 | Aucun | Aucun | 31 janvier 1871                 | 4 février 1871                  |
|                                    | Pierre-Frédéric Dorian (par interim) | Ministre de l'Instruction publique, des Cultes et des Beaux-arts                                      | Aucun                                 | Aucun | Aucun | 4 février 1871                  | 22 février 1871                 |
| Présidence d'Adolphe Thiers        |                                      | |                                       | | |                                 |                                 |
|                                    | Saint-René Taillandier (par intérim) | Ministre de l'Instruction publique, des Cultes et des Beaux-arts                                      | Aucun                                 | Aucun | Aucun | 22 février 1871                 | 14 août 1872                    |
|                                    | Charles de Rémusat (par interim)     | Ministre de l'Instruction publique, des Cultes et des Beaux-arts                                      | Aucun                                 | Aucun | Aucun | 14 août 1872                    | 18 mai 1873                     |
|                                    | William Waddington                   | Ministre de l'Instruction publique, des Cultes et des Beaux-arts                                      | Aucun                                 | Aucun | Aucun | 18 mai 1873                     | 25 mai 1873                     |
| Présidence de Patrice de Mac Mahon |                                      | |                                       | | |                                 |                                 |
|                                    | Anselme Batbie                       | Ministre de l'Instruction publique, des Cultes et des Beaux-arts                                      | Aucun                                 | Aucun | Aucun | 25 mai 1873                     | 26 novembre 1873                |
|                                    | Oscar Bardi de Fourtou               | Ministre de l'Instruction publique, des Cultes et des Beaux-arts                                      | Aucun                                 | Aucun | Aucun | 26 novembre 1873                | 22 mai 1874                     |
|                                    | Arthur de Cumont                     | Ministre de l'Instruction publique, des Cultes et des Beaux-arts                                      | Aucun                                 | Aucun | Aucun | 22 mai 1874                     | 10 mars 1875                    |
|                                    | Henri Wallon                         | Ministre de l'Instruction publique, des Cultes et des Beaux-arts                                      | Aucun                                 | Aucun | Aucun | 10 mars 1875                    | 9 mars 1876                     |
|                                    | William Waddington                   | Ministre de l'Instruction publique, des Cultes et des Beaux-arts                                      | Aucun                                 | Aucun | Aucun | 9 mars 1876                     | 17 mai 1877                     |
|                                    | Joseph Brunet                        | Ministre de l'Instruction publique, des Cultes et des Beaux-arts                                      | Aucun                                 | Aucun | Aucun | 17 mai 1877                     | 23 novembre 1877                |
|                                    | Hervé Faye                           | Ministre de l'Instruction publique, des Cultes et des Beaux-arts                                      | Aucun                                 | Aucun | Aucun | 23 novembre 1877                | 13 décembre 1877                |
|                                    | Agénor Bardoux                       | Ministre de l'Instruction publique, des Cultes et des Beaux-arts                                      | Aucun                                 | Aucun | Aucun | 13 décembre 1877                | 4 février 1879                  |
| Présidence de Jules Grévy          |                                      | |                                       | | |                                 |                                 |
|                                    | Jules Ferry                          | Ministre de l'Instruction publique et des Beaux-arts                                                  | Aucun                                 | Aucun | Aucun | 4 février 1879                  | 14 novembre 1881                |
|                                    | Paul Bert                            | Ministre de l'Instruction publique et des Cultes                                                      | Aucun                                 | Aucun | Aucun | 14 novembre 1881                | 30 janvier 1882                 |
|                                    | Jules Ferry                          | Ministre de l'Instruction publique et des Beaux-arts                                                  | Aucun                                 | Aucun | Aucun | 30 janvier 1882                 | 7 août 1882                     |
|                                    | Jules Duvaux                         | Ministre de l'Instruction publique et des Beaux-arts                                                  | Aucun                                 | Aucun | Aucun | 7 août 1882                     | 21 février 1883                 |
|                                    | Jules Ferry                          | Ministre de l'Instruction publique et des Beaux-arts                                                  | Aucun                                 | Aucun | Aucun | 21 février 1883                 | 20 novembre 1883                |
|                                    | Armand Fallières                     | Ministre de l'Instruction publique et des Beaux-arts                                                  | Aucun                                 | Aucun | Aucun | 20 novembre 1883                | 6 avril 1885                    |
|                                    | René Goblet                          | Ministre de l'Instruction publique, des Beaux-arts et des Cultes                                      | Aucun                                 | Aucun | Aucun | 6 avril 1885                    | 11 décembre 1886                |
|                                    | Marcellin Berthelot                  | Ministre de l'Instruction publique et des Beaux-arts                                                  | Aucun                                 | Aucun | Aucun | 11 décembre 1886                | 30 mai 1887                     |
|                                    | Eugène Spuller                       | Ministre de l'Instruction publique, des Cultes et des Beaux-arts                                      | Aucun                                 | Aucun | Aucun | 30 mai 1887                     | 12 décembre 1887                |
| Présidence de Sadi Carnot          |                                      | |                                       | | |                                 |                                 |
|                                    | Léopold Faye                         | Ministre de l'Instruction publique, des Cultes et des Beaux-arts                                      | Aucun                                 | Aucun | Aucun | 12 décembre 1887                | 3 avril 1888                    |
|                                    | Édouard Lockroy                      | Ministre de l'Instruction publique et des Beaux-arts                                                  | Aucun                                 | Aucun | Aucun | 3 avril 1888                    | 22 février 1889                 |
|                                    | Armand Fallières                     | Ministre de l'Instruction publique et des Beaux-arts                                                  | Aucun                                 | Aucun | Aucun | 22 février 1889                 | 17 mars 1890                    |
|                                    | Léon Bourgeois                       | Ministre de l'Instruction publique et des Beaux-arts                                                  | Aucun                                 | Aucun | Aucun | 17 mars 1890                    | 6 décembre 1892                 |
|                                    | Charles Dupuy                        | Ministre de l'Instruction publique, des Beaux-arts et des Cultes                                      | Aucun                                 | Aucun | Aucun | 6 décembre 1892                 | 4 avril 1893                    |
|                                    | Raymond Poincaré                     | Ministre de l'Instruction publique, des Beaux-arts et des Cultes                                      | Aucun                                 | Aucun | Aucun | 4 avril 1893                    | 3 décembre 1893                 |
|                                    | Eugène Spuller                       | Ministre de l'Instruction publique, des Beaux-arts et des Cultes                                      | Aucun                                 | Aucun | Aucun | 3 décembre 1893                 | 30 mai 1894                     |
|                                    | Georges Leygues                      | Ministre de l'Instruction publique et des Beaux-arts                                                  | Aucun                                 | Aucun | Aucun | 30 mai 1894                     | 1er juillet 1894                |
| Présidence de Jean Casimir-Perier  |                                      | |                                       | | |                                 |                                 |
|                                    | Georges Leygues                      | Ministre de l'Instruction publique et des Beaux-arts                                                  | Aucun                                 | Aucun | Aucun | 1er juillet 1894                | 26 janvier 1895                 |
| Présidence de Félix Faure          |                                      | |                                       | | |                                 |                                 |
|                                    | Raymond Poincaré                     | Ministre de l'Instruction publique, des Beaux-arts et des Cultes                                      | Aucun                                 | Aucun | Aucun | 26 janvier 1895                 | 1er novembre 1895               |
|                                    | Émile Combes                         | Ministre de l'Instruction publique, des Beaux-arts et des Cultes                                      | Aucun                                 | Aucun | Aucun | 1er novembre 1895               | 29 avril 1896                   |
|                                    | Alfred Nicolas Rambaud               | Ministre de l'Instruction publique, des Beaux-arts et des Cultes                                      | Aucun                                 | Aucun | Aucun | 29 avril 1896                   | 28 juin 1898                    |
|                                    | Léon Bourgeois                       | Ministre de l'Instruction publique et des Beaux-arts                                                  | Aucun                                 | Aucun | Aucun | 28 juin 1898                    | 1er novembre 1898               |
|                                    | Georges Leygues                      | Ministre de l'Instruction publique et des Beaux-arts                                                  | Aucun                                 | Aucun | Aucun | 1er novembre 1898               | 18 février 1899                 |
| Présidence d'Emile Loubet          |                                      | |                                       | | |                                 |                                 |
|                                    | Georges Leygues                      | Ministre de l'Instruction publique et des Beaux-arts                                                  | Aucun                                 | Aucun | Aucun | 18 février 1899                 | 7 juin 1902                     |
|                                    | Joseph Chaumié                       | Ministre de l'Instruction publique et des Beaux-arts                                                  | Aucun                                 | Aucun | Aucun | 7 juin 1902                     | 24 janvier 1905                 |
|                                    | Jean-Baptiste Bienvenu-Martin        | Ministre de l'Instruction publique, des Beaux-arts et des Cultes                                      | Aucun                                 | Aucun | Aucun | 24 janvier 1905                 | 18 février 1906                 |
| Présidence d'Armand Fallières      |                                      | |                                       | | |                                 |                                 |
|                                    | Jean-Baptiste Bienvenu-Martin        | Ministre de l'Instruction publique, des Beaux-arts et des Cultes                                      | Aucun                                 | Aucun | Aucun | 18 février 1906                 | 14 mars 1906                    |
|                                    | Aristide Briand                      | Ministre de l'Instruction publique, des Beaux-arts et des Cultes                                      | Aucun                                 | Aucun | Aucun | 14 mars 1906                    | 4 janvier 1908                  |
|                                    | Gaston Doumergue                     | Ministre de l'Instruction publique et des Beaux-arts                                                  | Aucun                                 | Aucun | Aucun | 4 janvier 1908                  | 3 novembre 1910                 |
|                                    | Maurice-Louis Faure                  | Ministre de l'Instruction publique et des Beaux-arts                                                  | Aucun                                 | Aucun | Aucun | 3 novembre 1910                 | 2 mars 1911                     |
|                                    | Théodore Steeg                       | Ministre de l'Instruction publique et des Beaux-arts                                                  | Aucun                                 | Aucun | Aucun | 2 mars 1911                     | 14 janvier 1912                 |
|                                    | Gabriel Guist'hau                    | Ministre de l'Instruction publique et des Beaux-arts                                                  | Aucun                                 | Aucun | Aucun | 14 janvier 1912                 | 21 janvier 1913                 |
|                                    | Théodore Steeg                       | Ministre de l'Instruction publique et des Beaux-arts                                                  | Aucun                                 | Aucun | Aucun | 21 janvier 1913                 | 18 février 1913                 |
| Présidence de Raymond Poincaré     |                                      | |                                       | | |                                 |                                 |
|                                    | Théodore Steeg                       | Ministre de l'Instruction publique et des Beaux-arts                                                  | Aucun                                 | Aucun | Aucun | 18 février 1913                 | 22 mars 1913                    |
|                                    | Louis Barthou                        | Ministre de l'Instruction publique et des Beaux-arts                                                  | Aucun                                 | Aucun | Aucun | 22 mars 1913                    | 9 décembre 1913                 |
|                                    | René Viviani                         | Ministre de l'Instruction publique et des Beaux-arts                                                  | Aucun                                 | Aucun | Aucun | 9 décembre 1913                 | 9 juin 1914                     |
|                                    | Arthur Charles Dessoye               | Ministre de l'Instruction publique et des Beaux-arts                                                  | Aucun                                 | Aucun | Aucun | 9 juin 1914                     | 13 juin 1914                    |
|                                    | Jean-Victor Augagneur                | Ministre de l'Instruction publique et des Beaux-arts                                                  | Aucun                                 | Aucun | Aucun | 13 juin 1914                    | 3 août 1914                     |
|                                    | Albert Sarraut                       | Ministre de l'Instruction publique et des Beaux-arts                                                  | Aucun                                 | Aucun | Aucun | 3 août 1914                     | 29 octobre 1915                 |
|                                    | Paul Painlevé                        | Ministre de l'Instruction publique et des Beaux-arts                                                  | Aucun                                 | Aucun | Aucun | 29 octobre 1915                 | 15 novembre 1916                |
|                                    | Paul Painlevé                        | Ministre de l'Instruction publique, des Beaux-arts et des Inventions intéressant la Défense nationale | Aucun                                 | Aucun | Aucun | 15 novembre 1916                | 12 décembre 1916                |
|                                    | René Viviani                         | Ministre de la Justice, de l'Instruction publique et des Beaux-arts                                   | Aucun                                 | Aucun | Aucun | 12 décembre 1916                | 20 mars 1917                    |
|                                    | Théodore Steeg                       | Ministre de l'Instruction publique et des Beaux-arts                                                  | Aucun                                 | Aucun | Aucun | 20 mars 1917                    | 12 septembre 1917               |
|                                    | Daniel Vincent                       | Ministre de l'Instruction publique et des Beaux-arts                                                  | Aucun                                 | Aucun | Aucun | 12 septembre 1917               | 16 novembre 1917                |
|                                    | Louis Lafferre                       | Ministre de l'Instruction publique et des Beaux-arts                                                  | Aucun                                 | Aucun | Aucun | 16 novembre 1917                | 27 novembre 1919                |
|                                    | Léon Bérard                          | Ministre de l'Instruction publique et des Beaux-arts                                                  | Aucun                                 | Aucun | Aucun | 27 novembre 1919                | 20 janvier 1920                 |
|                                    | André Honnorat                       | Ministre de l'Instruction publique et des Beaux-arts                                                  | Aucun                                 | Aucun | Aucun | 20 janvier 1920                 | 18 février 1920                 |
| Présidence de Paul Deschanel       |                                      | |                                       | | |                                 |                                 |
|                                    | André Honnorat                       | Ministre de l'Instruction publique et des Beaux-arts                                                  | Aucun                                 | Aucun | Aucun | 18 février 1920                 | 24 septembre 1920               |
| Présidence d'Alexandre Millerand   |                                      | |                                       | | |                                 |                                 |
|                                    | André Honnorat                       | Ministre de l'Instruction publique et des Beaux-arts                                                  | Aucun                                 | Aucun | Aucun | 24 septembre 1920               | 16 janvier 1921                 |
|                                    | Léon Bérard                          | Ministre de l'Instruction publique et des Beaux-arts                                                  | Aucun                                 | Aucun | Aucun | 16 janvier 1921                 | 29 mars 1924                    |
|                                    | Henry de Jouvenel                    | Ministre de l'Instruction publique, des Beaux-arts et de l'Enseignement technique                     | Aucun                                 | Aucun | Aucun | 29 mars 1924                    | 9 juin 1924                     |
|                                    | Adolphe Landry                       | Ministre de l'Instruction publique, des Beaux-arts et de l'Enseignement technique                     | Aucun                                 | Aucun | Aucun | 9 juin 1924                     | 14 juin 1924                    |
| Présidence de Gaston Doumergue     |                                      | |                                       | | |                                 |                                 |
|                                    | François Albert                      | Ministre de l'Instruction publique et des Beaux-arts                                                  | Aucun                                 | Aucun | Aucun | 14 juin 1924                    | 17 avril 1925                   |
|                                    | Anatole de Monzie                    | Ministre de l'Instruction publique et des Beaux-arts                                                  | Aucun                                 | Aucun | Aucun | 17 avril 1925                   | 11 octobre 1925                 |
|                                    | Yvon Delbos                          | Ministre de l'Instruction publique et des Beaux-arts                                                  |                                       | Paul Bénazet | Sous-secrétaire d'État à l'Instruction publique et aux Beaux-arts, chargé de l'Enseignement technique et professionnel, des Enseignements post scolaires, de l'Éducation physique et de la Préparation au service militaire | 11 octobre 1925                 | 28 novembre 1925                |
|                                    | Édouard Daladier                     | Ministre de l'Instruction publique et des Beaux-arts                                                  |                                       | Paul Bénazet | Sous-secrétaire d'État à l'Instruction publique et aux Beaux-arts, chargé de l'Enseignement technique | 28 novembre 1925                | 9 mars 1926                     |
|                                    | Lucien Lamoureux                     | Ministre de l'Instruction publique et des Beaux-arts                                                  |                                       | Paul Bénazet | Sous-secrétaire d'État à l'Instruction publique et aux Beaux-arts, chargé de l'Enseignement technique | 9 mars 1926                     | 22 juin 1926                    |
|                                    | Bertrand Nogaro                      | Ministre de l'Instruction publique et des Beaux-arts                                                  |                                       | Pierre Rameil | Sous-secrétaire d'État à l'Instruction publique et aux Beaux-arts, chargé de l'Enseignement technique et des Beaux-arts | 23 juin 1926                    | 19 juillet 1926                 |
|                                    | Édouard Daladier                     | Ministre de l'Instruction publique et des Beaux-arts                                                  |                                       | Gaston Bazile | Sous-secrétaire d'État à l'Instruction publique et aux Beaux-arts, chargé de l'Enseignement technique | 19 juillet 1926                 | 23 juillet 1926                 |
|                                    | Édouard Herriot                      | Ministre de l'Instruction publique et des Beaux-arts                                                  | Aucun                                 | Aucun | Aucun | 23 juillet 1926                 | 11 novembre 1928                |
|                                    | Pierre Marraud                       | Ministre de l'Instruction publique et des Beaux-arts                                                  |                                       | André François-Poncet | Sous-secrétaire d'État à l'Instruction publique et aux Beaux-arts, chargé de l'Enseignement technique et des Beaux-arts | 11 novembre 1928                | 21 février 1930                 |
|                                    | Pierre Marraud                       | Ministre de l'Instruction publique et des Beaux-arts                                                  | Henry Paté                            | Sous-secrétaire d'État au ministère de l'Instruction publique et des Beaux-arts, chargé de l'Éducation physique                                                            | | 11 novembre 1928                | 21 février 1930                 |
|                                    | Pierre Marraud                       | Ministre de l'Instruction publique et des Beaux-arts                                                  | Léon Baréty                           | Sous-secrétaire d'État à l'Instruction publique et aux Beaux-arts, chargé de l'Enseignement technique                                                                      | | 11 novembre 1928                | 21 février 1930                 |
|                                    | Jean Durand                          | Ministre de l'Instruction publique et des Beaux-arts                                                  |                                       | César Chabrun | Sous-secrétaire d'État à l'Instruction publique et aux Beaux-arts, chargé de l'Enseignement technique | 21 février 1930                 | 2 mars 1930                     |
|                                    | Pierre Marraud                       | Ministre de l'Instruction publique et des Beaux-arts                                                  |                                       | Émile Morinaud | Sous-secrétaire d'État au ministère de l'Instruction publique et des Beaux-arts, chargé de l'Éducation physique | 2 mars 1930                     | 13 décembre 1930                |
|                                    | Pierre Marraud                       | Ministre de l'Instruction publique et des Beaux-arts                                                  | Henri Lillaz                          | Sous-secrétaire d'État à l'Instruction publique et aux Beaux-arts, chargé de l'Enseignement technique                                                                      | | 2 mars 1930                     | 13 décembre 1930                |
|                                    | Camille Chautemps                    | Ministre de l'Instruction publique et des Beaux-arts                                                  |                                       | Antoine-Frédéric Brunet | Sous-secrétaire d'État à l'Instruction publique et aux Beaux-arts, chargé de l'Enseignement technique | 13 décembre 1930                | 27 janvier 1931                 |
|                                    | Camille Chautemps                    | Ministre de l'Instruction publique et des Beaux-arts                                                  | Pierre Tricard-Graveron               | Sous-secrétaire d'État au ministère de l'Instruction publique et des Beaux-arts, chargé de l'Éducation physique                                                            | | 13 décembre 1930                | 27 janvier 1931                 |
|                                    | Marius Roustan                       | Ministre de l'Instruction publique et des Beaux-arts                                                  |                                       | Charles Pomaret | Sous-secrétaire d'État à l'Instruction publique et aux Beaux-arts, chargé de l'Enseignement technique | 27 janvier 1931                 | 13 juin 1931                    |
| Présidence de Paul Doumer          |                                      | |                                       | | |                                 |                                 |
|                                    | Marius Roustan                       | Ministre de l'Instruction publique et des Beaux-arts                                                  |                                       | Émile Morinaud | Sous-secrétaire d'État au ministère de l'Instruction publique et des Beaux-arts, chargé de l'Éducation physique | 13 juin 1931                    | 3 juin 1932                     |
| Présidence d'Albert Lebrun         |                                      | |                                       | | |                                 |                                 |
|                                    | Anatole de Monzie                    | Ministre de l'Éducation nationale                                                                     |                                       | Philippe Marcombes | Sous-secrétaire d'État au ministère de l'Éducation nationale, chargé de l'Éducation physique | 3 juin 1932                     | 30 janvier 1934                 |
|                                    | Anatole de Monzie                    | Ministre de l'Éducation nationale                                                                     | Hippolyte Ducos                       | Sous-secrétaire d'État au ministère de l'Éducation nationale, plus spécialement chargé de toutes les questions concernant l'Enseignement technique et l'Éducation physique | | 3 juin 1932                     | 30 janvier 1934                 |
|                                    | Anatole de Monzie                    | Ministre de l'Éducation nationale                                                                     | Philippe Marcombes                    | Sous-secrétaire d'État au ministère de l'Éducation nationale, chargé de l'Enseignement technique                                                                           | | 3 juin 1932                     | 30 janvier 1934                 |
|                                    | Anatole de Monzie                    | Ministre de l'Éducation nationale                                                                     | Victor Pierre Le Gorgeu               | Sous-secrétaire d'État au ministère de l'Éducation nationale, chargé de l'Éducation physique                                                                               | | 3 juin 1932                     | 30 janvier 1934                 |
|                                    | Anatole de Monzie                    | Ministre de l'Éducation nationale                                                                     | Jean Mistler                          | Sous-secrétaire d'État au ministère de l'Éducation nationale chargé des Beaux-Arts                                                                                         | | 3 juin 1932                     | 30 janvier 1934                 |
|                                    | Anatole de Monzie                    | Ministre de l'Éducation nationale                                                                     | Victor Pierre Le Gorgeu               | Sous-secrétaire d'État au ministère de l'Éducation nationale, chargé de l'Enseignement technique                                                                           | | 3 juin 1932                     | 30 janvier 1934                 |
|                                    | Anatole de Monzie                    | Ministre de l'Éducation nationale                                                                     | Adolphe Chéron                        | Sous-secrétaire d'État au ministère de l'Éducation nationale, chargé de l'Éducation physique                                                                               | | 3 juin 1932                     | 30 janvier 1934                 |
|                                    | Aimé Berthod                         | Ministre de l'Éducation nationale                                                                     |                                       | Gustave Doussain | Sous-secrétaire d'État à l'Éducation nationale, chargé de l'Enseignement technique | 30 janvier 1934                 | 8 novembre 1934                 |
|                                    | Aimé Berthod                         | Ministre de l'Éducation nationale                                                                     | André Lorgeré                         | Sous-secrétaire d'État au ministère de l'Éducation nationale, chargé de l'Éducation physique                                                                               | | 30 janvier 1934                 | 8 novembre 1934                 |
|                                    | Aimé Berthod                         | Ministre de l'Éducation nationale                                                                     | André Bardon                          | Sous-secrétaire d'État au ministère de l’Éducation nationale chargé des Beaux-Arts                                                                                         | | 30 janvier 1934                 | 8 novembre 1934                 |
|                                    | André Mallarmé                       | Ministre de l'Éducation nationale                                                                     | Aucun                                 | Aucun | Aucun | 8 novembre 1934                 | 1er juin 1935                   |
|                                    | Marius Roustan                       | Ministre de l'Éducation nationale                                                                     | Aucun                                 | Aucun | Aucun | 1er juin 1935                   | 7 juin 1935                     |
|                                    | Philippe Marcombes                   | Ministre de l'Éducation nationale                                                                     | Aucun                                 | Aucun | Aucun | 7 juin 1935                     | 13 juin 1935                    |
|                                    | Marius Roustan                       | Ministre de l'Éducation nationale                                                                     | Aucun                                 | Aucun | Aucun | 17 juin 1935                    | 24 janvier 1936                 |
|                                    | Henri Guernut                        | Ministre de l'Éducation nationale                                                                     |                                       | Alfred Jules-Julien | Sous-secrétaire d'État de l'Enseignement technique | 24 janvier 1936                 | 4 juin 1936                     |
|                                    | Jean Zay                             | Ministre de l'Éducation nationale                                                                     |                                       | Cécile Brunschvicg | Sous-secrétaire d'État à l'Éducation nationale | 4 juin 1936                     | 10 septembre 1939               |
|                                    | Jean Zay                             | Ministre de l'Éducation nationale                                                                     | Léo Lagrange                          | Sous-secrétaire d'État à l'Éducation nationale, chargé des Sports, des Loisirs et de l'Éducation physique                                                                  | | 4 juin 1936                     | 10 septembre 1939               |
|                                    | Jean Zay                             | Ministre de l'Éducation nationale                                                                     | Léon Courson                          | Sous-secrétaire d'État à l'Éducation nationale, chargé de l'Éducation physique                                                                                             | | 4 juin 1936                     | 10 septembre 1939               |
|                                    | Jean Zay                             | Ministre de l'Éducation nationale                                                                     | Léo Lagrange                          | Sous-secrétaire d'État à l'Éducation nationale, chargé de l'Éducation physique, des Sports et des Loisirs                                                                  | | 4 juin 1936                     | 10 septembre 1939               |
|                                    | Yvon Delbos                          | Ministre de l'Éducation nationale                                                                     | Aucun                                 | Aucun | Aucun | 13 septembre 1939               | 21 mars 1940                    |
|                                    | Albert Sarraut                       | Ministre de l'Éducation nationale                                                                     | Aucun                                 | Aucun | Aucun | 21 mars 1940                    | 5 juin 1940                     |
|                                    | Yvon Delbos                          | Ministre de l'Éducation nationale                                                                     | Aucun                                 | Aucun | Aucun | 5 juin 1940                     | 16 juin 1940                    |

### Régime de Vichy
| Ministre          | Ministre                                                      | Parti           | Intitulé                          | Début            | Fin             |
| Philippe Pétain   | Philippe Pétain                                               | Philippe Pétain | Philippe Pétain                   | Philippe Pétain  | Philippe Pétain |
| ----------------- | ------------------------------------------------------------- | --------------- | --------------------------------- | ---------------- | --------------- |
|                   | Albert Rivaud                                                 | EXD             | Ministre de l'Éducation nationale | 16 juin 1940     | 12 juillet 1940 |
| Émile Mireaux     | Ministre de l’Instruction publique et des Beaux-Arts          | EXD             | 12 juillet 1940                   | 6 septembre 1940 |                 |
| Georges Ripert    | Secrétaire d'État de l'Instruction publique et de la Jeunesse | EXD             | 6 septembre 1940                  | 13 décembre 1940 |                 |
| Jacques Chevalier | Secrétaire d'État de l'Instruction publique et de la Jeunesse | EXD             | 13 décembre 1940                  | 23 février 1941  |                 |
| Jérôme Carcopino  | Secrétaire d'État à l’Éducation nationale et à la Jeunesse    | EXD             | 25 février 1941                   | 18 avril 1942    |                 |
| Abel Bonnard      | Secrétaire d'État à l’Éducation nationale et à la Jeunesse    | EXD             | 18 avril 1942                     | 20 août 1944     |                 |

### Gouvernement provisoire de la République française
| Ministre | Ministre               | Parti | Intitulé                                                                                   | Début            | Fin              |
| -------- | ---------------------- | ----- | ------------------------------------------------------------------------------------------ | ---------------- | ---------------- |
|          | René Capitant          | UDSR  | Ministre de l'Éducation nationale a institué le certificat d'études primaires en 2 parties | 20 août 1944     | 21 novembre 1945 |
|          | Paul Giacobbi          | RAD   | Ministre de l'Éducation nationale a institué le certificat d'études primaires en 2 parties | 21 novembre 1945 | 26 janvier 1946  |
|          | Marcel-Edmond Naegelen | SFIO  | Ministre de l'Éducation nationale a institué le certificat d'études primaires en 2 parties | 26 janvier 1946  | 13 octobre 1946  |

### Quatrième République
| Ministre                     | Ministre                                                        | Parti                        | Intitulé                          | Début                        | Fin                          |
| Présidence de Vincent Auriol | Présidence de Vincent Auriol                                    | Présidence de Vincent Auriol | Présidence de Vincent Auriol      | Présidence de Vincent Auriol | Présidence de Vincent Auriol |
| ---------------------------- | --------------------------------------------------------------- | ---------------------------- | --------------------------------- | ---------------------------- | ---------------------------- |
|                              | Marcel-Edmond Naegelen                                          | SFIO                         | Ministre de l'Éducation nationale | 13 octobre 1946              | 12 février 1948              |
| Édouard Depreux              | 12 février 1948                                                 | SFIO                         | Ministre de l'Éducation nationale | 26 juillet 1948              |                              |
|                              | Yvon Delbos                                                     | RAD                          | Ministre de l'Éducation nationale | 26 juillet 1948              | 5 septembre 1948             |
| Michel Tony-Révillon         | 5 septembre 1948                                                | RAD                          | Ministre de l'Éducation nationale | 11 septembre 1948            |                              |
| Yvon Delbos                  | 11 septembre 1948                                               | RAD                          | Ministre de l'Éducation nationale | 2 juillet 1950               |                              |
| André Morice                 | 2 juillet 1950                                                  | RAD                          | Ministre de l'Éducation nationale | 12 juillet 1950              |                              |
|                              | Pierre-Olivier Lapie                                            | SFIO                         | Ministre de l'Éducation nationale | 12 juillet 1950              | 11 août 1952                 |
|                              | André Marie                                                     | RAD                          | Ministre de l'Éducation nationale | 11 août 1952                 | 20 janvier 1954              |
| Présidence de René Coty      |                                                                 |                              |                                   |                              |                              |
|                              | André Marie                                                     | RAD                          | Ministre de l'Éducation nationale | 20 janvier 1954              | 19 juin 1954                 |
| Jean Berthoin                | 19 juin 1954                                                    | RAD                          | Ministre de l'Éducation nationale | 1er février 1956             |                              |
| René Billères                | Ministre de l'Éducation nationale, de la Jeunesse et des Sports | RAD                          | 1er février 1956                  | 14 mai 1958                  |                              |
| Jacques Bordeneuve           | Ministre de l'Éducation nationale                               | RAD                          | 14 mai 1958                       | 1er juin 1958                |                              |
| Jean Berthoin                | Ministre de l'Éducation nationale                               | RAD                          | 1er juin 1958                     | 5 octobre 1958               |                              |

### Cinquième République
| Ministre                                                                          | Ministre                        | Ministre                        | Intitulé | Parti                           | Début                           | Fin                             | Gouvernement                    |                                 |                                 |
| Présidence de Charles de Gaulle                                                   | Présidence de Charles de Gaulle | Présidence de Charles de Gaulle | Présidence de Charles de Gaulle                                                                                   | Présidence de Charles de Gaulle | Présidence de Charles de Gaulle | Présidence de Charles de Gaulle | Présidence de Charles de Gaulle | Présidence de Charles de Gaulle | Présidence de Charles de Gaulle |
| --------------------------------------------------------------------------------- | ------------------------------- | ------------------------------- | --- | ------------------------------- | ------------------------------- | ------------------------------- | ------------------------------- | ------------------------------- | ------------------------------- |
|                                                                                   |                                 | André Boulloche                 | Ministre de l'Éducation nationale                                                                                 | SFIO                            | 8 janvier 1959                  | 23 décembre 1959                | Debré                           |                                 |                                 |
|                                                                                   |                                 | Louis Joxe                      | Ministre de l'Éducation nationale                                                                                 | UNR                             | 15 janvier 1960                 | 22 novembre 1960                | Debré                           |                                 |                                 |
|                                                                                   |                                 | Lucien Paye                     | Ministre de l'Éducation nationale                                                                                 | DVD                             | 20 février 1961                 | 14 avril 1962                   | Debré                           |                                 |                                 |
|                                                                                   |                                 | Pierre Sudreau                  | Ministre de l'Éducation nationale                                                                                 | MRP                             | 14 avril 1962                   | 15 octobre 1962                 | Pompidou 1                      |                                 |                                 |
|                                                                                   |                                 | Christian Fouchet               | Ministre de l'Éducation nationale                                                                                 | UNR-UDT                         | 6 décembre 1962                 | 8 janvier 1966                  | Pompidou 2                      |                                 |                                 |
| 8 janvier 1966                                                                    | 1er avril 1967                  | Christian Fouchet               | Ministre de l'Éducation nationale                                                                                 | UNR-UDT                         | Pompidou 3                      |                                 |                                 |                                 |                                 |
|                                                                                   |                                 | Alain Peyrefitte                | Ministre de l'Éducation nationale                                                                                 | UNR-UDT, UDR                    | 7 avril 1967                    | 28 mai 1968                     | Pompidou 4                      |                                 |                                 |
|                                                                                   |                                 | Georges Pompidou (intérim)      | Ministre de l'Éducation nationale                                                                                 | UDR                             | 28 mai 1968                     | 31 mai 1968                     | Pompidou 4                      |                                 |                                 |
|                                                                                   |                                 | François-Xavier Ortoli          | Ministre de l'Éducation nationale                                                                                 | UDR                             | 31 mai 1968                     | 10 juillet 1968                 | Pompidou 4                      |                                 |                                 |
|                                                                                   |                                 | Edgar Faure                     | Ministre de l'Éducation nationale                                                                                 | UDR                             | 10 juillet 1968                 | 20 juin 1969                    | Couve de Murville               |                                 |                                 |
| Présidence de Georges Pompidou                                                    |                                 |                                 | |                                 |                                 |                                 |                                 |                                 |                                 |
|                                                                                   |                                 | Olivier Guichard                | Ministre de l'Éducation nationale                                                                                 | UDR                             | 22 juin 1969                    | 5 juillet 1972                  | Chaban-Delmas                   |                                 |                                 |
|                                                                                   |                                 | Joseph Fontanet                 | Ministre de l'Éducation nationale                                                                                 | CDP                             | 6 juillet 1972                  | 28 mars 1973                    | Messmer 1                       |                                 |                                 |
| 5 avril 1973                                                                      | 27 février 1974                 | Joseph Fontanet                 | Ministre de l'Éducation nationale                                                                                 | CDP                             | Messmer 2                       |                                 |                                 |                                 |                                 |
| 1er mars 1974                                                                     | 27 mai 1974                     | Joseph Fontanet                 | Ministre de l'Éducation nationale                                                                                 | CDP                             | Messmer 3                       |                                 |                                 |                                 |                                 |
| Présidence de Valéry Giscard d'Estaing                                            |                                 |                                 | |                                 |                                 |                                 |                                 |                                 |                                 |
|                                                                                   |                                 | René Haby                       | Ministre de l'Éducation                                                                                           | FNRI, UDF-PR                    | 28 mai 1974                     | 25 août 1976                    | Chirac 1                        |                                 |                                 |
| 27 août 1976                                                                      | 29 mars 1977                    | René Haby                       | Ministre de l'Éducation                                                                                           | FNRI, UDF-PR                    | Barre 1                         |                                 |                                 |                                 |                                 |
| 30 mars 1977                                                                      | 31 mars 1978                    | René Haby                       | Ministre de l'Éducation                                                                                           | FNRI, UDF-PR                    | Barre 2                         |                                 |                                 |                                 |                                 |
|                                                                                   |                                 | Christian Beullac               | Ministre de l'Éducation                                                                                           | UDF-PR                          | 5 avril 1978                    | 13 mai 1981                     | Barre 3                         |                                 |                                 |
| Présidence de François Mitterrand                                                 |                                 |                                 | |                                 |                                 |                                 |                                 |                                 |                                 |
|                                                                                   |                                 | Alain Savary                    | Ministre de l'Éducation nationale                                                                                 | PS                              | 22 mai 1981                     | 22 juin 1981                    | Mauroy 1                        |                                 |                                 |
| 23 juin 1981                                                                      | 22 mars 1983                    | Alain Savary                    | Ministre de l'Éducation nationale                                                                                 | PS                              | Mauroy 2                        |                                 |                                 |                                 |                                 |
| 22 mars 1983                                                                      | 17 juillet 1984                 | Alain Savary                    | Ministre de l'Éducation nationale                                                                                 | PS                              | Mauroy 3                        |                                 |                                 |                                 |                                 |
|                                                                                   |                                 | Jean-Pierre Chevènement         | Ministre de l'Éducation nationale                                                                                 | PS                              | 19 juillet 1984                 | 20 mars 1986                    | Fabius                          |                                 |                                 |
|                                                                                   |                                 | René Monory                     | Ministre de l'Éducation nationale                                                                                 | UDF-CDS                         | 20 mars 1986                    | 10 mai 1988                     | Chirac 2                        |                                 |                                 |
|                                                                                   |                                 | Lionel Jospin                   | Ministre d'État, ministre de l'Éducation nationale, de la Recherche et des Sports                                 | PS                              | 12 mai 1988                     | 23 juin 1988                    | Rocard 1                        |                                 |                                 |
| Ministre d'État, ministre de l'Éducation nationale, de la Jeunesse et des Sports  | 28 juin 1988                    | Lionel Jospin                   | 15 mai 1991 | PS                              | Rocard 2                        |                                 |                                 |                                 |                                 |
| Ministre d'État, ministre de l'Éducation nationale                                | 16 mai 1991                     | Lionel Jospin                   | 2 avril 1992 | PS                              | Cresson                         |                                 |                                 |                                 |                                 |
|                                                                                   |                                 | Jack Lang                       | Ministre d'État, ministre de l'Éducation nationale et de la Culture                                               | PS                              | 2 avril 1992                    | 29 mars 1993                    | Bérégovoy                       |                                 |                                 |
|                                                                                   |                                 | François Bayrou                 | Ministre de l'Éducation nationale                                                                                 | UDF-CDS                         | 30 mars 1993                    | 11 mai 1995                     | Balladur                        |                                 |                                 |
| Présidence de Jacques Chirac                                                      |                                 |                                 | |                                 |                                 |                                 |                                 |                                 |                                 |
|                                                                                   |                                 | François Bayrou                 | Ministre de l'Éducation nationale, de l'Enseignement supérieur, de la Recherche et de l'Insertion professionnelle | UDF-CDS, UDF-FD                 | 18 mai 1995                     | 7 novembre 1995                 | Juppé 1                         |                                 |                                 |
| Ministre de l'Éducation nationale, de l'Enseignement supérieur et de la Recherche | 7 novembre 1995                 | François Bayrou                 | 2 juin 1997 | UDF-CDS, UDF-FD                 | Juppé 2                         |                                 |                                 |                                 |                                 |
|                                                                                   |                                 | Claude Allègre                  | Ministre de l'Éducation nationale, de la Recherche et de la Technologie                                           | PS                              | 4 juin 1997                     | 27 mars 2000                    | Jospin                          |                                 |                                 |
|                                                                                   |                                 | Jack Lang                       | Ministre de l'Éducation nationale                                                                                 | PS                              | 27 mars 2000                    | 6 mai 2002                      | Jospin                          |                                 |                                 |
|                                                                                   |                                 | Luc Ferry                       | Ministre de la Jeunesse, de l'Éducation nationale et de la Recherche                                              | DVD                             | 7 mai 2002                      | 17 juin 2002                    | Raffarin 1                      |                                 |                                 |
| 17 juin 2002                                                                      | 30 mars 2004                    | Luc Ferry                       | Ministre de la Jeunesse, de l'Éducation nationale et de la Recherche                                              | DVD                             | Raffarin 2                      |                                 |                                 |                                 |                                 |
|                                                                                   |                                 | François Fillon                 | Ministre de l'Éducation nationale, de l'Enseignement supérieur et de la Recherche                                 | UMP                             | 31 mars 2004                    | 31 mai 2005                     | Raffarin 3                      |                                 |                                 |
|                                                                                   |                                 | Gilles de Robien                | Ministre de l'Éducation nationale, de l'Enseignement supérieur et de la Recherche                                 | UDF                             | 2 juin 2005                     | 15 mai 2007                     | Villepin                        |                                 |                                 |
| Présidence de Nicolas Sarkozy                                                     |                                 |                                 | |                                 |                                 |                                 |                                 |                                 |                                 |
|                                                                                   |                                 | Xavier Darcos                   | Ministre de l'Éducation nationale                                                                                 | UMP                             | 18 mai 2007                     | 18 juin 2007                    | Fillon 1                        |                                 |                                 |
| 19 juin 2007                                                                      | 23 juin 2009                    | Xavier Darcos                   | Ministre de l'Éducation nationale                                                                                 | UMP                             | Fillon 2                        |                                 |                                 |                                 |                                 |
|                                                                                   |                                 | Luc Chatel                      | Ministre de l'Éducation nationale, porte-parole du gouvernement                                                   | UMP                             | Fillon 2                        | 23 juin 2009                    | 13 novembre 2010                |                                 |                                 |
| Ministre de l'Éducation nationale, de la Jeunesse et de la Vie associative        | 14 novembre 2010                | Luc Chatel                      | 10 mai 2012 | UMP                             | Fillon 3                        |                                 |                                 |                                 |                                 |
| Présidence de François Hollande                                                   |                                 |                                 | |                                 |                                 |                                 |                                 |                                 |                                 |
|                                                                                   |                                 | Vincent Peillon                 | Ministre de l'Éducation nationale                                                                                 | PS                              | 16 mai 2012                     | 18 juin 2012                    | Ayrault 1                       |                                 |                                 |
| 21 juin 2012                                                                      | 2 avril 2014                    | Vincent Peillon                 | Ministre de l'Éducation nationale                                                                                 | PS                              | Ayrault 2                       |                                 |                                 |                                 |                                 |
|                                                                                   |                                 | Benoît Hamon                    | Ministre de l'Éducation nationale, de l'Enseignement supérieur et de la Recherche                                 | PS                              | 2 avril 2014                    | 25 août 2014                    | Valls 1                         |                                 |                                 |
|                                                                                   |                                 | Najat Vallaud-Belkacem          | Ministre de l'Éducation nationale, de l'Enseignement supérieur et de la Recherche                                 | PS                              | 26 août 2014                    | 6 décembre 2016                 | Valls 2                         |                                 |                                 |
| 6 décembre 2016                                                                   | 17 mai 2017                     | Najat Vallaud-Belkacem          | Ministre de l'Éducation nationale, de l'Enseignement supérieur et de la Recherche                                 | PS                              | Cazeneuve                       |                                 |                                 |                                 |                                 |
| Présidence d'Emmanuel Macron                                                      |                                 |                                 | |                                 |                                 |                                 |                                 |                                 |                                 |
|                                                                                   |                                 | Jean-Michel Blanquer            | Ministre de l'Éducation nationale                                                                                 | DVD, LREM                       | 17 mai 2017                     | 21 juin 2017                    | Philippe 1                      |                                 |                                 |
|                                                                                   | 21 juin 2017                    | Jean-Michel Blanquer            | Ministre de l'Éducation nationale                                                                                 | DVD, LREM                       | 16 octobre 2018                 | Philippe 2                      |                                 |                                 |                                 |
| Ministre de l'Éducation nationale et de la Jeunesse                               | 16 octobre 2018                 | Jean-Michel Blanquer            | 6 juillet 2020 | DVD, LREM                       |                                 | Philippe 2                      |                                 |                                 |                                 |
| Ministre de l'Éducation nationale, de la Jeunesse et des Sports                   | 6 juillet 2020                  | Jean-Michel Blanquer            | 20 mai 2022 | DVD, LREM                       | Castex                          |                                 |                                 |                                 |                                 |
|                                                                                   | Pap Ndiaye                      | Pap Ndiaye                      | Ministre de l'Éducation nationale et de la Jeunesse                                                               | DVG                             | 20 mai 2022                     | 20 juillet 2023                 | Borne                           |                                 |                                 |
|                                                                                   |                                 | Gabriel Attal                   | Ministre de l'Éducation nationale et de la Jeunesse                                                               | RE                              | 20 juillet 2023                 | 9 janvier 2024                  | Borne                           |                                 |                                 |
|                                                                                   | Amélie Oudéa-Castéra            | Amélie Oudéa-Castéra            | Ministre de l'Éducation nationale, de la Jeunesse, des Sports, des Jeux olympiques et paralympiques               | RE                              | 11 janvier 2024                 | 8 février 2024                  | Attal                           |                                 |                                 |
|                                                                                   | Nicole Belloubet                | Nicole Belloubet                | Ministre de l'Éducation nationale et de la Jeunesse                                                               | DVG                             | 8 février 2024                  | 16 juillet 2024                 | Attal                           |                                 |                                 |
|                                                                                   | Anne GENETET                    | Anne Genetet                    | Ministre de l'Éducation nationale                                                                                 | RE                              | 21 septembre 2024               | 23 décembre 2024                | Barnier                         |                                 |                                 |
|                                                                                   |                                 | Élisabeth Borne                 | Ministre d'État, Ministre de l'Éducation nationale, de l'Enseignement supérieur et de la Recherche                | RE                              | 23 décembre 2024                | en fonction                     | Bayrou                          |                                 |                                 |